# Aphestia annulipes
Aphestia annulipes är en tvåvingeart som först beskrevs av Macquart 1838.  Aphestia annulipes ingår i släktet Aphestia och familjen rovflugor. Inga underarter finns listade i Catalogue of Life.